# John Öhman
John Erik Öhman, född 21 november 1919 i Långshyttan, död 8 december 1991 i Ravlunda i Simrishamns kommun, var en svensk målare, tecknare, grafiker och badmästare.  
Han var son till järnbruksarbetaren Lars Erik Öhman och Emma Andersdotter Stor och från 1947 gift med badmästaren Ingegärd Harriet Linnea Andersson. Öhman var som konstnär autodidakt och bedrev självstudier under resor till Italien, Spanien, Frankrike och Egypten. Efter att under 12 år bedrivit sitt konstnärskap på fritiden slutade han som badmästare i Hofors 1960 för att på heltid arbeta med konst. Separat ställde han ut på bland annat Sandvikens konsthall, Galerie S:t Nikolaus i Stockholm, Gävle museum och i Hofors samt Sala. Han medverkade i Sveriges allmänna konstförenings vårsalonger på Liljevalchs konsthall och Liljevalchs Stockholmssalonger samt Gävleborgs läns konstförenings länsutställningar 1954–1967 och som medlem i Gävle grafiker medverkade han i gruppens utställningar i Gävle. Hans konst bestod till en början av ett abstrakt expressionistiskt måleri som byggde på landskapsvisioner och naturstämningar. Omkring 1965 blev konsten mer nyexpressionistisk och från 1966 arbetade han mycket med collage. Öhman är representerad Gävle museum, Gävleborgs läns landsting, Hofors kommun och Sandvikens kommun. 